# Схема аксиом
Схема аксиом — обобщение понятия аксиомы.

## Формальное определение
Схема аксиом - это формула в метаязыке аксиоматической схемы, в которой появляются один или несколько переменных. Эти переменные, которые являются металингвистическими конструкциями, обозначают любой термин или подформулу системы, которые могут или не могут требоваться для выполнения определенных условий. Часто такие условия требуют, чтобы определенные переменные были свободными переменными или чтобы определенные переменные не появлялись в подформуле или термине.

## Конечная аксиоматизация
Учитывая, что число возможных подформул или терминов, которые могут быть вставлены вместо схематической переменной является счетно бесконечным, схема аксиом означает счетно бесконечный набор аксиом. Этот набор обычно может быть определен рекурсивно. Теория, которая может быть аксиоматизирована без схем, называется конечной аксиоматизацией. Теории, которые могут быть конечно аксиоматизированы, рассматриваются как метаматически более элегантные, даже если они менее практичны для дедуктивной работы.

## Примеры
Два очень известных случая схем аксиомы:
- Схема индукции, являющаяся частью аксиомы Пеано для арифметики натуральных чисел;
- Схема преобразования, которая является частью стандартной Системы Цермело - Френкеля.

Чеслав Рыль-Нардзевский доказал, что арифметика Пеано не может быть конечно аксиоматизирована, а Ричард Монтегю доказал, что система Цермело - Френкеля не может быть конечно аксиоматизирована. Следовательно, схемы аксиом не могут быть исключены из этих теорий. Это также относится и к ряду других аксиоматических теорий по математике, философии, лингвистике и т. Д.

## Конечно аксиоматизированные теории
Все теоремы системы Цермело - Френкеля являются также теоремами теории множеств фон Неймана – Бернайса – Гёделя, но последняя может быть конечно аксиоматизирована.

## Рекомендации
- Corcoran, John (2006), Schemata: the Concept of Schema in the History of Logic, Bulletin of Symbolic Logic, 12: 219–240
- Corcoran, John (2016). "Схема" . В Зальте Эдвард Н. (ред.). Стэнфордская энциклопедия философии .
- Mendelson, Elliott (1997), An Introduction to Mathematical Logic, ISBN 0-412-80830-7 Mendelson, Elliott (1997), An Introduction to Mathematical Logic, ISBN 0-412-80830-7  Mendelson, Elliott (1997), An Introduction to Mathematical Logic, ISBN 0-412-80830-7  ,
- Montague, Richard (1961), Infinitistic Methods: Proceedings of the Symposium on Foundations of Mathematics, pp. 45–69 Montague, Richard (1961), Infinitistic Methods: Proceedings of the Symposium on Foundations of Mathematics, pp. 45–69  ,
- Potter, Michael (2004), Set Theory and Its Philosophy, ISBN 9780199269730  Potter, Michael (2004), Set Theory and Its Philosophy, ISBN 9780199269730  ,
- Ryll-Nardzewski, Czesław (1952), The role of the axiom of induction in elementary arithmetic, Fundamenta Mathematicae, 39: 239–263  ,